# Phil Brown (esquiador)
Philip Brown (conocido como Phil Brown; Toronto, 9 de noviembre de 1991) es un deportista canadiense que compitió en esquí alpino. Ganó una medalla de plata en el Campeonato Mundial de Esquí Alpino de 2015, en la prueba de equipo mixto. 

## Palmarés internacional
| Campeonato Mundial | Campeonato Mundial                 | Campeonato Mundial | Campeonato Mundial |
| Año                | Lugar                              | Medalla            | Prueba             |
| ------------------ | ---------------------------------- | ------------------ | ------------------ |
| 2015               | Vail/Beaver Creek (Estados Unidos) | Medalla de plata   | Equipo mixto       |